# Wojewódzki Urząd Bezpieczeństwa Publicznego w Warszawie
Wojewódzki Urząd Bezpieczeństwa Publicznego w Warszawie (WUBP Warszawa) – jednostka terenowa Ministerstwa Bezpieczeństwa Publicznego, funkcjonująca na terenie województwa warszawskiego w latach 1945-1956 .
Siedziba WUBP mieściła się w Warszawie przy ul. Sierakowskiego.  W latach 1945–1956 WUBP w Warszawie podlegały PUBP/PUds.BP: w Błoniu, Ciechanowie, Garwolinie, Grodzisku Mazowieckim, Grójcu, Mińsku Mazowieckim, Mławie, Nowym Dworze Mazowieckim, Ostrołęce, Ostrowi Mazowieckiej, Otwocku, Piasecznie, Płocku, Płońsku, Pruszkowie, Pułtusku, Radzyminie, Rembertowie, Siedlcach, Sierpcu, Sochaczewie, Sokołowie Podlaskim, Węgrowie, Wołominie, Wyszkowie i Żyrardowie.
W 1953 roku, na terenie całego kraju, funkcjonowało: 17 WUBP, 2 MUBP na prawach
wojewódzkich (w Warszawie i Łodzi), 14 MUBP, 10 UBP na miasto i powiat (Toruń, Będzin, Bielsko, Bytom, Częstochowa, Gliwice, Radom, Tarnów, Jelenia Góra, Wałbrzych), 265 PUBP, 1 UBP na Nową Hutę i placówki UBP na m.st. Warszawę: UBP Wawer i UBP Włochy.

## Kierownictwo (szefostwo) WUPB w Warszawie
Kierownicy (szefowie):
- Sergiusz Kwiatkowski (1944-1944)
- mjr Mieczysław Broniatowski (1945-1945)
- mjr Jan Frey-Bielecki (1945-1945)
- mjr Władysław Dominik (1945-1946)
- mjr Jan Olkowski (1946-1946)
- ppłk Tadeusz Paszta (1946-1948)
- ppłk Grzegorz Łanin (1948-1950)
- ppłk Bronisław Trochimowicz (1950-1954)[4])

## Jednostki podległe
- MUBP w Błoniu
  - Kierownik (szef): Aleksander Jałkowski[5]

- PUBP w Ciechanowie.
  - Kierownik (szef): Aleksander Petluch[6]

- PUBP w Garwolinie
  - Kierownik (szef): Władysław Sienkiewicz[6]

- PUBP w Gostyninie
  - Kierownik (szef): Kazimierz Baran[7]

- MUBP w Grodzisku Mazowieckim
  - Kierownik (szef): Zygmunt Birkowski[8]

- PUBP w Grodzisku Mazowieckim
  - Kierownik (szef): Tadeusz Kwiatkowski[8]

- PUBP w Grójcu
  - Kierownik (szef): Władysław Inowolski[8]

- PUBP w Mińsku Mazowieckim
  - Kierownik (szef): Mieczysław Pokorski[9]

- PUBP w Mławie
  - Kierownik (szef): Władysław Dankowski[9]

- PUBP w Nowym Dworze Mazowieckim
  - Kierownik (szef): Aleksander Mitko[10]

- PUBP w Ostrołęce
  - Kierownik (szef): Franciszek Gągała[10]

- PUBP w Ostrowi Mazowieckiej
  - Kierownik (szef): Aleksander Petluch[11]

- PUBP w Otwocku
  - Kierownik (szef): Feliks Osiecki[12]

- PUBP w Piasecznie
  - Kierownik (szef): Stanisław Zaperty[12]

- PUBP w Płocku
  - Kierownik (szef): Tadeusz Konopka[12]

- PUBP w Płońsku
  - Kierownik (szef): Józef Dzikowski[13]

- MUBP w Pruszkowie
  - Kierownik (szef): Zygmunt Birkowski[13]

- PUBP w Pruszkowie
  - Kierownik (szef): Tadeusz Kwiatkowski[14]

- PUBP w Pułtusku
  - Kierownik (szef): Zbigniew Deptuła[14]

- PUBP w Radzyminie
  - Kierownik (szef): Stanisław Maj[15]

- PUBP w Rembertowie
  - Kierownik (szef): Aleksander Jałkowski[16]

- PUBP w Siedlcach
  - Kierownik (szef): Zygmunt Grodzki[16]

- PUBP w Sierpcu
  - Kierownik (szef): Zygmunt Meter[17]

- PUBP w Sochaczewie
  - Kierownik (szef): Władysław Piątek[18]

- PUBP w Sokołowie Podlaskim
  - Kierownik (szef): Aleksander Gnoiński[18]

- PUBP w Węgrowie
  - Kierownik (szef): Antoni Bielawski[19]

- PUBP w Wołominie
  - Kierownik (szef): Stanisław Maj[20]

- PUBP w Żyrardowie
  - Kierownik (szef): Leonard Zaręba[21]

- PUBP w Żyrardowie
  - Kierownik (szef): Czesław Skowronek[21]